# Маршалски език
Маршалският език (Kajin M̧ajeļ) е австронезийски език, говорен от около 44 000 души на Маршалските острови.